# 林崇墉
林崇墉（1907年—1983年），字孟工。福建福州人，林则徐的玄孙，陈宝琛的女婿，学者。

## 生平事迹
1927年7月－1933年9月，法国巴黎大学法学博士。
1933年11月，在福州参加福建事变。
1937年8月，在上海参加淞沪抗战。11月，在武汉参加组建新四军。
1945年－1949年，任中央銀行業務局局长。
1950年任台湾大学教授，后到美国加州大学，从事文史科学研究。
1964－1966年﹐ 任中華民國經濟部證券管理委員會主任委員。
1975年蒋介石逝世，闻讯大痛，写联吊曰：天道竟茫茫，老兵安仰，半世纪北伐、抗倭、戡乱，历历在目，死后不堪悲海角！神州犹莽莽，元戎去矣，二十六载南迁、生聚、教训，依依系念，余生何忍吊天涯！

## 家庭生活
夫人：陈敏修，已过世。清帝溥仪恩师陈宝琛的幺女，工书画。
儿子：林根，居美国洛杉矶，曾任壳牌石油驻中国总代理。

## 主要著作
《林则徐传》
《沈葆祯与福州船政》
《论中共五年计划》

## 评介
林则徐玄孙林崇墉先生，上世纪60年代在台湾写了一本备受推重的《林则徐传》。该书对林则徐人格特征和为官作风的概括颇为独到，称“文忠一生任事而不牟利，尽瘁而不热中，临难而不退避，受屈而不怨尤。” 张其昀为该书作序，更称林则徐为“十九世纪一位最伟大的学者政治家”，“中国文化之人格化”，“允为中国优秀民族性的结晶。”台湾当时正大张旗鼓搞“中华文化复兴运动”，故尤重于树立林则徐作为中华文化的人格化形象。若抽去当时特定年代的政治色彩，张其昀对林则徐的历史定位是非常精当的。
林崇墉先生在家学、家风的影响方面做了较多的探讨，但对林则徐求学的关键时期——鳌峰书院的学养，却只字未提，这不能不说是个缺憾。